# Kabinett Muizzu
Das Kabinett Muizzu bildet seit dem 17. November 2023 die Regierung der Malediven.

## Kabinettsmitglieder
| Amt                                                              | Amtsinhaber | Amtsinhaber             | Amtszeit               |
| ---------------------------------------------------------------- | ----------- | ----------------------- | ---------------------- |
| Präsident                                                        |             | Mohamed Muizzu          | seit 17. November 2023 |
| Vizepräsident                                                    |             | Hussain Mohamed Latheef | seit 17. November 2023 |
| Generalstaatsanwalt                                              |             | Ahmed Usham             | seit 17. November 2023 |
| Minister für Auswärtige Angelegenheiten                          |             | Moosa Zameer            | seit 17. November 2023 |
| Verteidigungsminister                                            |             | Mohamed Ghassan Maumoon | seit 17. November 2023 |
| Minister für innere Sicherheit und Technologie                   |             | Ali Ihusaan             | seit 17. November 2023 |
| Finanzminister                                                   |             | Mohamed Shafeeq         | seit 17. November 2023 |
| Ministerin für Hochschulbildung, Arbeit und Kompetenzentwicklung |             | Maryam Mariya           | seit 17. November 2023 |
| Gesundheitsminister                                              |             | Abdulla Khaleel         | seit 17. November 2023 |
| Bildungsminister                                                 |             | Ismail Shafeeu          | seit 17. November 2023 |
| Minister für Tourismus                                           |             | Ibrahim Faisal          | seit 17. November 2023 |
| Minister für wirtschaftliche Entwicklung und Handel              |             | Mohamed Saeed           | seit 17. November 2023 |
| Minister für Fischerei, Meeresressourcen und Landwirtschaft      |             | Ahmed Shiyam            | seit 17. November 2023 |
| Minister für islamische Angelegenheiten                          |             | Mohamed Shaheem         | seit 17. November 2023 |
| Minister für Wohnungsbau, Land und Stadtentwicklung              |             | Ali Haidar Ahmed        | seit 17. November 2023 |
| Minister für Sport, Fitness und Freizeit                         |             | Abdulla Rafiu           | seit 17. November 2023 |
| Ministerin für soziale und familiäre Entwicklung                 |             | Aishath Shiham          | seit 17. November 2023 |
| Minister für Verkehr und Zivilluftfahrt                          |             | Mohamed Ameen           | seit 17. November 2023 |
| Minister für Klimawandel, Umwelt und Energie                     |             | Thoriq Ibrahim          | seit 17. November 2023 |
| Minister für Jugendförderung, Information und Kunst              |             | Ibrahim Waheed          | seit 17. November 2023 |
| Minister für Bau und Infrastruktur                               |             | Abdulla Muththalib      | seit 17. November 2023 |
| Minister für Dhivehi-Sprache, Kultur und Erbe                    |             | Adam Naseer Ibrahim     | seit 17. November 2023 |
| Minister für Städte, Kommunalverwaltung und öffentliche Arbeiten |             | Adam Shareef            | seit 17. November 2023 |
| Ministerin für Landwirtschaft und Tierschutz                     |             | Aishath Rameela         | seit 17. November 2023 |